# Морено, Эбер
Эбер Антонио Морено Гомес (исп. Eber Antonio Moreno Gómez; род. 11 января 2002) — колумбийский футболист, защитник клуба «Депортиво Перейра».

## Клубная карьера
Морено — воспитанник клуба «Америка» из Кали. В 2021 году Эбер перешёл на правах аренды в «Кортулуа». В матче против «Барранкилья» он дебютировал в колумбийской Примере B. По окончании аренды Морено вернулся в «Америку». 21 января 2022 года в матче против «Энвигадо» он дебютировал в Кубке Мустанга. В начале 2023 года Морено был арендован «Депортиво Перейра». 29 января в матче против «Мильонариос» он дебютировал за новую команду. В этом же поединке Эбер забил свой первый гол за «Депортиво Перейра». 

## Международная карьера
В 2023 году в составе олимпийской сборной Колумбии Морено принял участие в домашних Панамериканских играх. На турнире он сыграл в матчах против команд Гондураса, США, Уругвая и Бразилии.